# Ulya Vogt-Göknil
Ulya Vogt-Göknil (geboren 4. Januar 1921 in Istanbul; gestorben 9. Juli 2014 in Zürich) war eine Schweizer Architekturhistorikerin und Autorin türkischer Herkunft, die vornehmlich über islamische Architektur (Baukunst) forschte und veröffentlichte.

## Leben und Wirken
Ulya Göknil war die Tochter von Bedri Nedim Göknil (1896–1958) und Seniha Bedri Göknil (1901–1973). Sie wuchs mit ihrer jüngeren Schwester Hatice Nazan (1923–2015) in Istanbul auf und studierte dort an der Akademie der Künste von 1940 bis 1945 Architektur. Ihr besonderes Interesse galt der Theorie und Geschichte der Baukunst, das von ihrem Lehrer Sedad Hakkı Eldem, der die osmanisch-islamische Tradition mit modernen Bauauffassungen verknüpfte, gefördert wurde. Nach Abschluss ihres Architekturstudiums ging sie in die Schweiz. Dort studierte sie von 1947 bis 1950 Kunstgeschichte an der Universität Zürich. Mit ihrer Promotion «Architekturbeschreibung und Raumbegriff»  bei Gotthard Jedlicka entwickelte sie Grundlagen für ihre künftige Forschung über Wechselwirkungen baugeschichtlicher Einflüsse insbesondere zwischen der sakralen Baukunst von Orient und Okzident. Sie heiratete den Kunsthistoriker Adolf Max Vogt, bekam mit diesem zwei Söhne, wurde in Zürich sesshaft und wohnte im H59-Haus von Alfred Roth.
1958 erlangte Ulya Vogt-Göknil mit ihrem Buch über die «Carceri»-Darstellungen von Giovanni Battista Piranesi große Beachtung. Aufgrund ihrer Veröffentlichung «Frühislamische Bogenwände. Ihre Bedeutung zwischen der Antike und dem westlichen Mittelalter» (unter Mitarbeit von Bernhard Wauthier-Wurmser, 1982) nahm Vogt-Göknil 1982/1983 als Beraterin am Projekt «Internationaler Wettbewerb – Staatsmoschee Bagdad» von TEST – Alousi (Maath Alousi, Issam El Said, Manfred Sundermann) teil.
1999/2000 war Ulya Vogt-Göknil Gastprofessorin am Institut für Kunstgeschichte der Universität Salzburg und lehrte über das Thema «Geometrie, Tektonik und Licht in der islamischen Architektur».
Ulya Vogt-Göknil starb am 9. Juli 2014 im Alter von 93 Jahren in Zürich.
Einer ihrer Söhne ist der Zürcher Rechtswissenschaftler Nedim Peter Vogt (* 1952). Ihre Nichte, die Schriftstellerin Zehra İpşiroğlu, entstammt der Ehe ihrer Schwester Hatice Nazan Göknil (1923–2015) mit dem Kunsthistoriker Mazhar Şevket İpşiroğlu.

## Schriften (Auswahl)

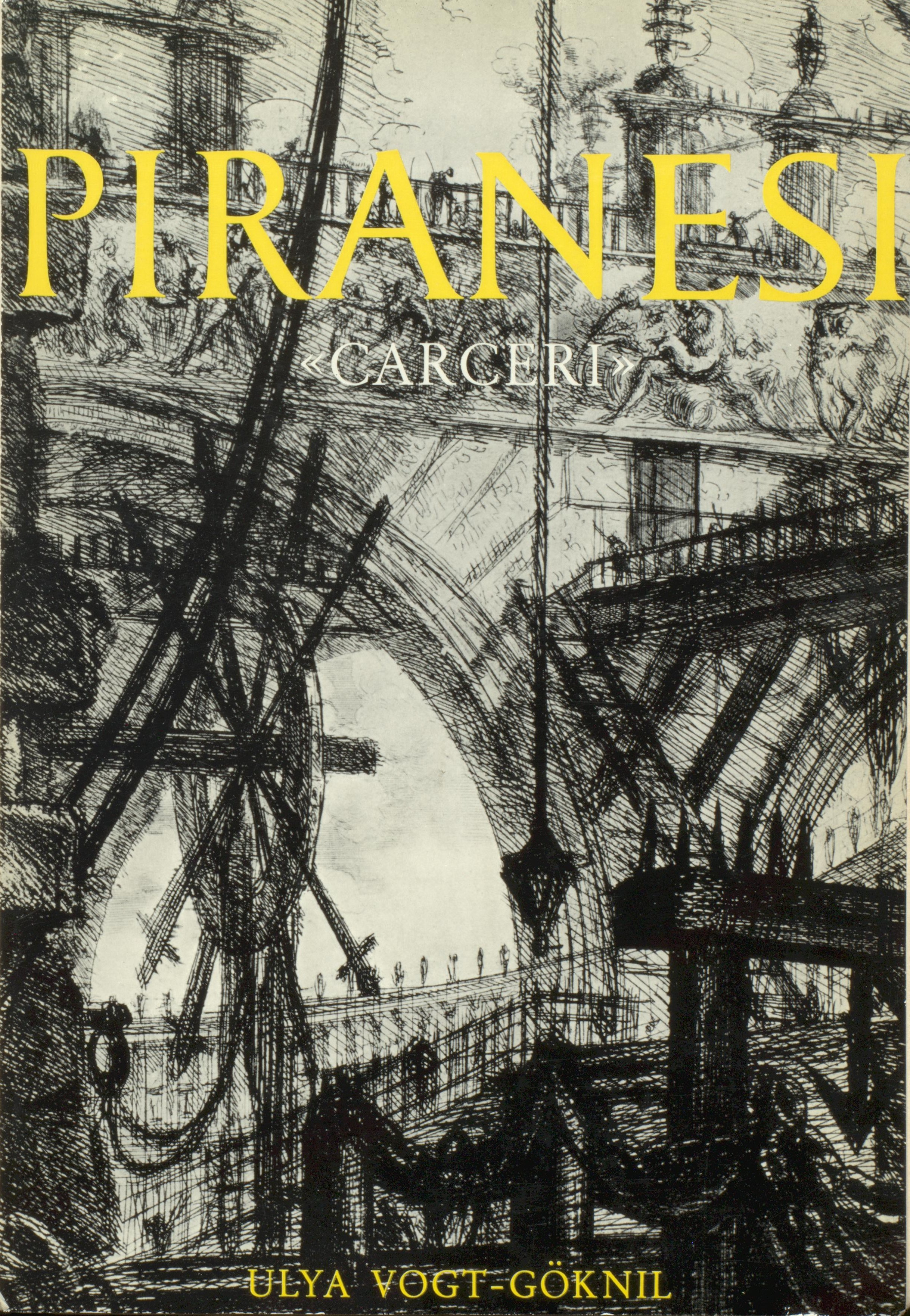
«Carceri» (1958)

- Architekturbeschreibung und Raumbegriff bei neueren Kunsthistorikern. Abhandlung zur Erlangung der Doktorwürde der Philosophischen Fakultät der Universität Zürich. J. J. Groen & Zoon, Leiden 1951.
- Architektonische Grundbegriffe und Umraumerlebnis. Origo, Zürich 1951.
- Giovanni Battista Piranesi «Carceri». Origo, Zürich 1958[8]
- Osmanische Türkei. Fotos Eduard Widmer. Hirmer, München 1965.
- Die Moschee. Grundformen sakraler Baukunst. Artemis, Zürich 1978.
- Frühislamische Bogenwände. Ihre Bedeutung zwischen der Antike und dem westlichen Mittelalter. Akademische Druck- und Verlagsanstalt, Graz 1982.
- Sinan. Wasmuth, Tübingen 1993.
- Die Schrift an islamischer Architektur. Wasmuth, Tübingen 2007, ISBN 978-3-8030-0677-6.